# Maya Gabeira
Maya Reis Gabeira (Rio de Janeiro, 10 aprile 1987) è una surfista brasiliana.

## Principali risultati sportivi
Nel 2009, Gabeira ha vinto il premio ESPY per la migliore atleta di sport d'azione femminile. Nel corso di quell'anno, Gabeira ha surfato la più grande onda mai surfata da una donna quando ha cavalcato con successo un'onda di 14 metri a Hout Bay in Sud Africa. Nel 2010 ha ricevuto il Teen Choice Award quale miglior atleta di sport d'azione. È stata premiata cinque volte con il XXL Big Wave Awards, per la migliore performance complessiva femminile. Il 28 ottobre 2013 Gabeira ha perso conoscenza ed è quasi annegata mentre surfava una grande onda a Nazaré in Portogallo; è stata salvata dal suo collega brasiliano Carlos Burle ed è stata ricoverata.  Nel gennaio 2018 Gabeira ha surfato un'onda di 20,8 metri di altezza a Nazare, registrata nel Guinness dei primati come la più grande onda surfata da una surfista donna.

## Vita privata
Il padre di Gabeira è Fernando Gabeira, uno dei membri fondatori del Partito Verde.  Suo padre è anche un ex membro di un gruppo di guerriglia responsabile del rapimento dell'ambasciatore americano in Brasile, Charles Elbrick, nel 1969. Sua madre, Yamê Reis, è una famosa stilista brasiliana.